# 2016 WF9
2016 WF9は太陽を周回する小惑星である。直径は0.5～1kmとみられている。太陽を周回する公転周期は約4年11か月である。
2016年11月27日、米国の赤外線天文衛星NEOWISE（ネオワイズ）による観測で発見された。
2017年2月に木星軌道付近から地球に接近し、同年2月25日には地球に約5100万kmの位置にまで接近し、地球軌道の内側に入ったのち再び遠ざかる予測となっている。予測可能な範囲では地球接近による危険性はないと発表されている。